# 大阪マラソン
大阪マラソン（おおさかマラソン、英語: Osaka Marathon）は、大阪府大阪市で開催されている市民参加型のマラソン大会である。2011年10月30日に第1回大会が開催された。フルマラソンのほか、車いすマラソンも実施される。世界各地で開催されるマラソン大会の中でも大規模な国際大会である。

## 概要

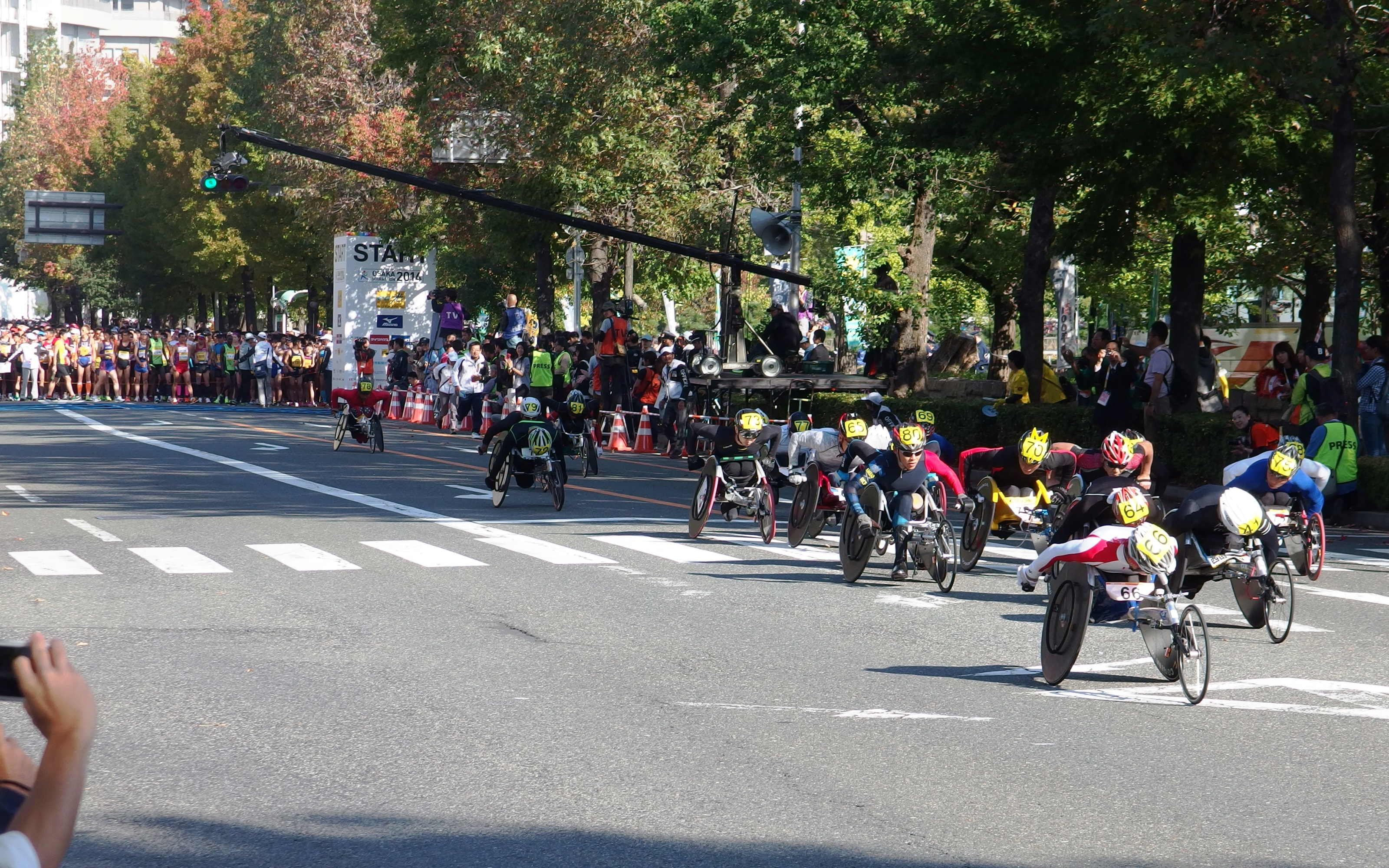
車いすの部

大阪マラソンは都市型大規模市民マラソンで、マラソンの部（42.195km）と720（なにわ）マラソンの部がある。720マラソンは、7.2kmランの部と720mの車いすの部の２部がある。定員は34,000人で、内訳は、マラソン31,970人・ランの部2,000人・車いすの部30人である。参加申し込みは、国内参加者はランネット（https://runnet.jp/runtes/ ）を通じて、国外参加者はJTBスポーツステーション（https://jtbsports.jp ）を通じて、それぞれインターネットにて受け付けている。主催は、大阪府・大阪市・（公財）大阪陸上競技協会。
大阪府内では複数のマラソン大会が開催されており、その中でも『大阪国際女子マラソン』と『KIX泉州国際マラソン』の2つが有名であるが、いずれも市民ランナーにとって参加しにくい大会であった。そこで当時の橋下徹大阪府知事は「市民ランナーが気楽に参加できる大会を開きたい」として、市民参加型の大規模なマラソン大会の開催を提唱した。2009年8月には大阪マラソン開催準備委員会が設立され、2011年10月から12月にかけての第1回大会の開催を目指すこととなった。共催新聞社は、公募の結果2010年2月に読売新聞大阪本社に決定した。その後2010年9月10日に発表があり、第1回の開催は2011年10月30日に決定し、大阪マラソン組織委員会も設立された。テーマは「チャリティー」。大阪城、難波、御堂筋、中之島、通天閣といった「なにわの名所」を凝縮したコースである。ランナーはチャリティー参加とグループ枠参加がある。特にグループ枠参加は都市型大規模市民マラソンでは初の試みである。
組織委はワールドマラソンメジャーズの一つである『シカゴマラソン』との提携準備を進めていた。シカゴは大阪市の姉妹都市であり、大阪マラソンに日本国外在住ランナーを多く招待したいという考えがある。2015年現在では両大会は正式な提携関係にあり、シカゴマラソン関係者が大阪の組織委員会会長らへ表敬訪問に訪れるなど、各種の交流が始められている。
2020年は新型コロナウイルス感染症の影響により中止となった。
2022年からは開催時期を2月に変更のうえ、びわ湖毎日マラソンと統合し、「第10回大阪マラソン・第77回びわ湖毎日マラソン統合大会（仮称）」として国際大会の代表選手選考会レースとなることが決定した。なお、びわ湖毎日マラソンは1961年の第16回大会まで大阪市で開催されており（当時の大会名は「全日本毎日マラソン選手権」→「毎日マラソン」。ただし、大阪市中心部がコースになったのは1958年まで）、約60年ぶりに大阪に戻ってきたことになる。第10回大会の正式名称は「第10回大阪マラソン・第77回びわ湖毎日マラソン統合大会 兼 ジャパンマラソンチャンピオンシップシリーズ 兼 オレゴン2022世界陸上競技選手権大会マラソン日本代表選手選考競技会 兼 杭州2022アジア競技大会マラソン日本代表選手選考競技会 兼 マラソングランドチャンピオンシップチャレンジ」である。また、ワールドアスレティックス（世界陸連）からエリートラベルロードレースに認定。しかし、新型コロナウイルスの世界的な流行を鑑み、一般参加者の部を中止し、エリートの部のみの開催となった。
大阪国際女子マラソンも引き続き開催されることから大阪市は国内で唯一二つの国際フルマラソン大会、エリートマラソン大会を開催する都市となった。なお、発着点、コースは大阪国際女子マラソンとは異なる。

## 関連団体
主催
- 大阪府
- 大阪市
- 大阪陸上競技協会

共催
- 読売新聞社
- 毎日新聞社
- 日本放送協会（NHK）
- 日本陸上競技連盟

主管
- 大阪陸上競技協会

運営協力
- 日本パラ陸上競技連盟

後援
- 大阪市地域振興会
- 大阪府商店街連合会
- 大阪府商店街振興組合連合会
- 大阪市商店会総連盟
- 関西経済連合会
- 大阪商工会議所
- 関西経済同友会
- 大阪観光局
- 大阪府スポーツ協会
- 大阪府体育連合
- 大阪府スポーツ推進委員協議会
- 大阪市スポーツ協会
- 大阪市体育厚生協会
- 大阪市スポーツ推進委員協議会
- 大阪スポーツみどり財団
- 大阪府障がい者スポーツ協会
- 大阪市障害者福祉・スポーツ協会
- 大阪府医師会
- 大阪府病院協会
- 大阪府看護協会
- 国土交通省近畿地方整備局
- 国土交通省近畿運輸局
- 阪神高速道路
- 読売光と愛の事業団
- 大阪ライフサポート協会
- 大阪府教育委員会
- 大阪市教育委員会
- 報知新聞社
- 讀賣テレビ放送
- 毎日放送
- スポーツニッポン新聞社

オフィシャルスポンサー
- 大阪市高速電気軌道
- オプテージ
- ミズノ
- ダスキン
- 大和ハウス工業
- 三菱UFJ銀行
- 住友電気工業
- JTB
- マルコメ
- 日本コカ・コーラ
- セイコーグループ
- 関西大学
- キョーワ
- フォトクリエイト
- 岩谷産業
- コスモ警備保障
- クボタ
- 丸一鋼管
- 日本航空
- 日産大阪販売
- 味の素
- 吉川運輸
- リネットジャパングループ
- 日本マクドナルド

バックアップスポンサー
- あきんどスシロー
- EVERING

サポーター
- 青木松風庵
- あみだ池大黒
- 井村屋
- 大阪の味本舗
- カバヤ食品
- カルビー
- 五感
- 紀州農業協同組合
- 第一製パン
- ノーベル製菓
- 瓢月堂
- 福壽堂秀信
- 冨士屋製菓本舗
- 蓬莱
- 丸大食品
- 明星食品
- 有楽製菓
- ライフコーポレーション

## 参加枠
- 2015年大会
  - 市民アスリート枠 1000人 … 過去2年のフルマラソンにおいて設定された基準タイム以上を上げている選手を対象とし、先着で出走権を確保できる。
  - 連続落選者枠 1000人 … 過去2大会連続で出走権を得られなかった応募者は、一般抽選前にこの枠の抽選を受けることができる。これで落選した場合は一般抽選に回る。
  - チャリティ枠 350人 … 7万円以上のチャリティーを行った応募者は先着で参加できる。
  - 一般枠（フルマラソン） … 市民アスリート枠を除き、連続落選者・チャリティを含め29000人が定員となり超過の場合は抽選。
  - 一般枠（チャレンジラン） 2000人

## チャリティー
出場者全員が1口500円（最低2口）を募金する独自の仕組みを採用している。他国のマラソン大会でもチャリティーを兼ねる大会は多いが、全員が参加するケースは都市型大規模市民マラソンでは初めてである。寄付先は、応募時に「医療」「環境」などをテーマにした7分野（2013年まではそれに加え復興（虹色））から希望分野を3つまで選択することができ、当選時に通知される。寄付金の透明性を確保するため、運営会計とチャリティー事業会計は区分される。
2015年より、7色それぞれをチームに見立て、フルマラソンの平均タイムが最も良い色の参加者のうち抽選500人に、次回大会の出場権が与えられる「なないろチーム対抗戦」が実施される。
|   | 分野 | テーマ                             | 寄付先                                                 |
| - | ---- | ---------------------------------- | ------------------------------------------------------ |
| 1 | 環境 | 森林をよみがえらせ、育てていこう   | more trees                                             |
| 2 | 障害 | 障がいのあるアスリートを応援しよう | 日本障がい者スポーツ協会、スペシャルオリンピックス日本 |
| 3 | 医療 | 病気に苦しむ子どもと家族を励まそう | 難病のこども支援全国ネットワーク                       |
| 4 | 医療 | がんを撲滅する活動を支援しよう     | NPO法人ジャパン・ウェルネス                            |
| 5 | 環境 | 景観を守り、美化する活動を広げよう | グリーンバード                                         |
| 6 | 子供 | 子どもたちの心と体づくりを支えよう | セーブ・ザ・チルドレン・ジャパン                       |
| 7 | 水   | きれいな水を飲める世界をめざそう   | 国連UNHCR協会                                          |
| 8 | 復興 | 復興に向け、ひとつになろう         | 読売光と愛の事業団                                     |

## コース
2024年の新コースは折り返しとアップダウンが減り、走りやすいコースとなった。

### 2024年大会以降
大阪府庁前→ 上町筋 →京阪東口交差点→ 土佐堀通 →片町交差点→ 市道赤川天王寺線 →東野田町交差点→ 曽根崎通 →東天満交差点→ 天満橋筋 →樋之口町交差点→ 都島通 →天神橋6交差点→ 天神橋筋 →天神橋交差点→ 土佐堀通 →淀屋橋交差点→ 御堂筋 →大阪市役所前（チャレンジランフィニッシュ）→大江橋南詰交差点→ 中之島通 →渡辺橋南詰交差点→ 四つ橋筋 →肥後橋交差点→ 土佐堀通 →淀屋橋交差点→ 御堂筋 →難波交差点→ 千日前通 →大正橋交差点→ 府道173号 →京セラドーム大阪→伯楽橋西詰交差点→本田1交差点→ みなと通 →市岡元町3交差点（第1折り返し）→ みなと通 →本田1交差点→伯楽橋西詰交差点→ 府道173号 →大正橋交差点→ 千日前通 →幸町1交差点→ なにわ筋 →柳通交差点（第2折り返し）→ なにわ筋 →幸町1交差点→ 千日前通 →下寺町交差点→ 松屋町筋 →公園北口交差点（第3折り返し）→ 松屋町筋 →下味町交差点→ 千日前通 →上本町6交差点→ 上町筋 →五條宮前交差点→ 勝山通 →大池橋交差点→ 今里筋 →鴫野東2交差点→ 城見通 →城見1西交差点→大阪城公園

### 2019年-2023年大会
大阪府庁前→ 上町筋 →京阪東口交差点→ 土佐堀通 →片町交差点→ 市道赤川天王寺線 →東野田町交差点→ 曽根崎通 →南森町交差点→ 天神橋筋 →天神橋交差点→ 土佐堀通 →淀屋橋交差点→ 御堂筋 →大阪市役所前→大江橋南詰交差点→ 中之島通 →渡辺橋南詰交差点→ 四つ橋筋 →肥後橋交差点→ 土佐堀通 →淀屋橋交差点→ 御堂筋 →難波交差点→ 千日前通 →大正橋交差点→ 府道173号 →京セラドーム大阪→伯楽橋西詰交差点（第1折り返し）→ みなと通 →市岡元町3交差点（第2折り返し）→幸町1交差点→ なにわ筋 →岸里交差点（第3折り返し）→ 千日前通 →下寺町交差点→ 松屋町筋 →公園北口交差点（第4折り返し）→ 千日前通 →下味原交差点→ 玉造筋 →勝山4交差点→ 勝山通 →五條宮前交差点→ 上町筋 →北河堀交差点（第5折り返し）→ 勝山通 →大池橋交差点→ 今里筋 →鴫野東2交差点→ 城見通 →城見1西交差点→大阪城公園

### 2018年大会以前
スタート地点は大阪府庁と大阪城公園（大阪市中央区）の間の公道である。御堂筋や道頓堀、中之島、通天閣などの大阪の名所や旧跡を通過点とし、フィニッシュはベイエリアのインテックス大阪（住之江区）。
増田明美によると全体的にフラットなコースであるため初心者にも自己ベストを目指す人にも走りやすいコースであるとしている。高低差がある部分は上町台地にある大阪城公園から森ノ宮駅までの下り坂、5km地点手前の鶴橋交差点付近から難波までの最大25mのアップダウン、37km地点の南港大橋がある。
大阪城公園前（府庁前交差点）→ 上町筋 →馬場町交差点→ 本町通 →城南交差点→ 中央大通 →森ノ宮駅前交差点→ 玉造筋 →鶴橋駅前（下味原交差点）→ 千日前通 →難波交差点→ 御堂筋 →淀屋橋交差点→ 土佐堀通 →片町交差点（第1折返し）→北浜1交差点→ 堺筋 →難波橋→ 中之島通 →中央公会堂→大阪市役所前（チャレンジランフィニッシュ）→大江橋南詰交差点→ 御堂筋 →難波交差点→ 千日前通 →大正橋交差点→ 府道173号 →京セラドーム大阪→千代崎橋西詰交差点（第2折返し）→大正橋交差点→ 千日前通 →難波交差点→ 御堂筋 →大国交差点→ 国道25号 →通天閣前（恵美須交差点。第3折返し）→塩草2交差点→ なにわ筋 →長橋交差点→ 国道26号 →玉出交差点→ 南港通 →北加賀屋交差点→ 新なにわ筋 →住之江公園前交差点→ 住之江通 →南港大橋(全区間において最大角度を誇る急坂)→インテックス大阪

### ギャラリー

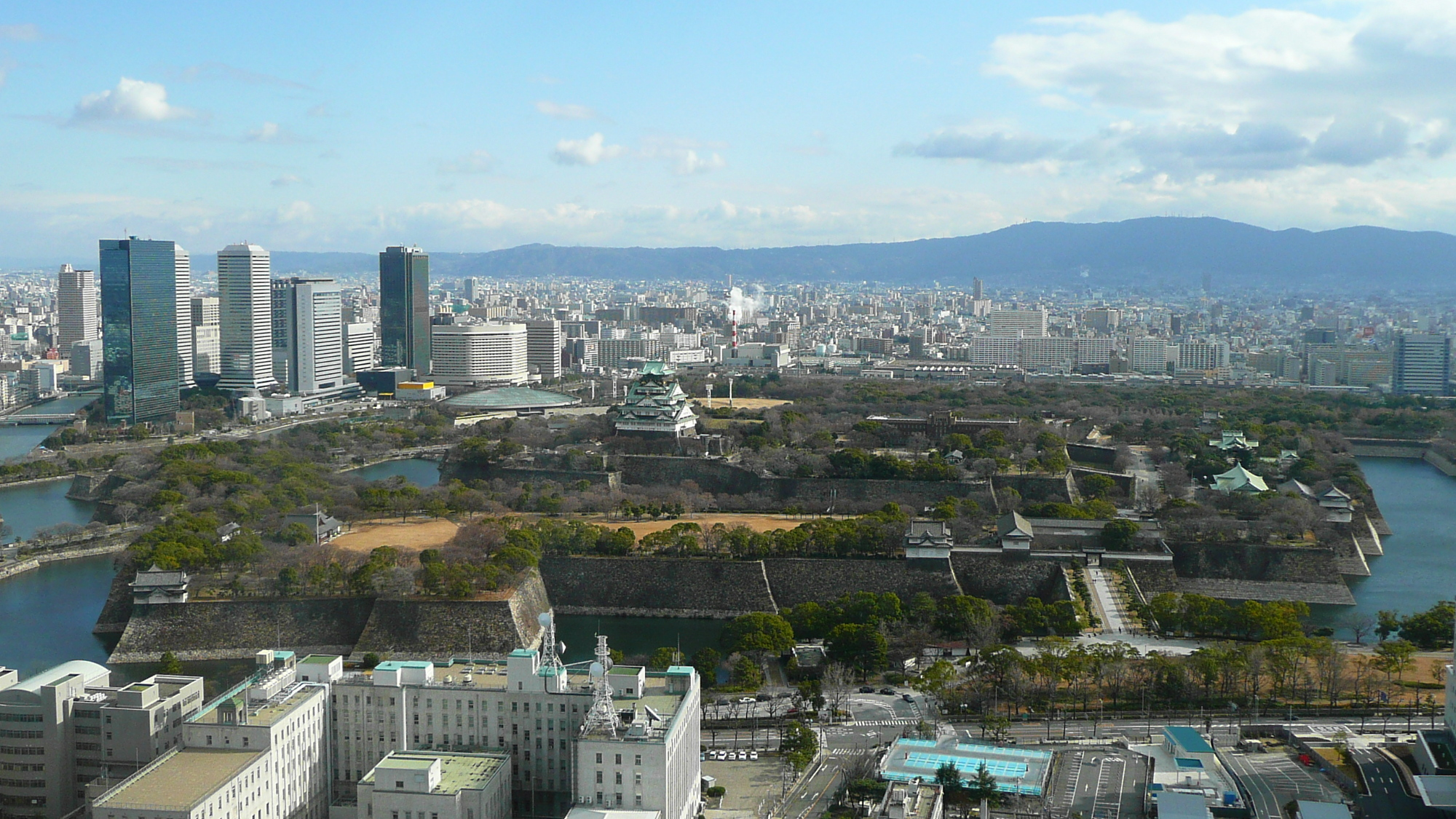
大阪城公園
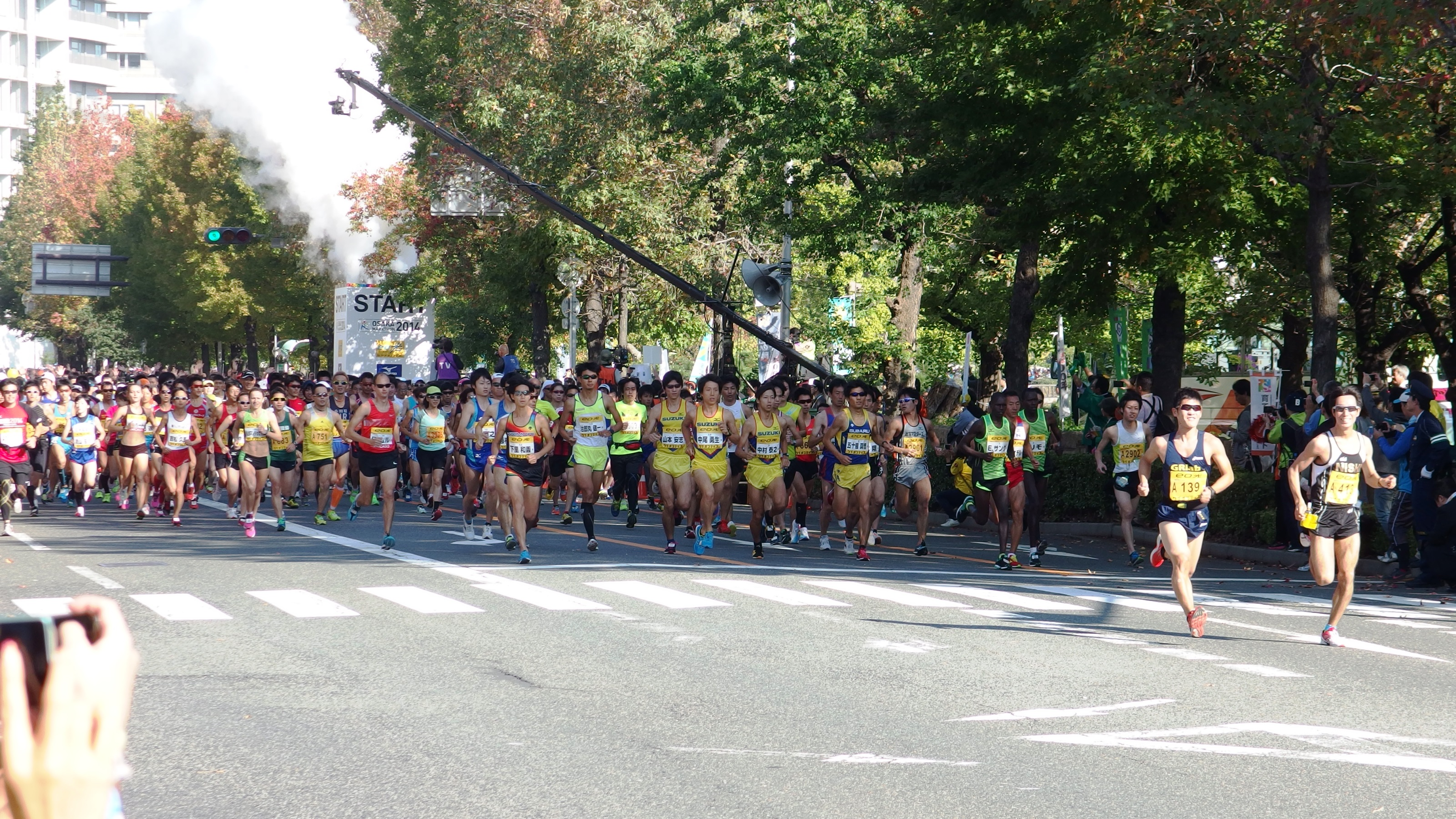
大阪府庁前＜スタート＞ （2014年大会）
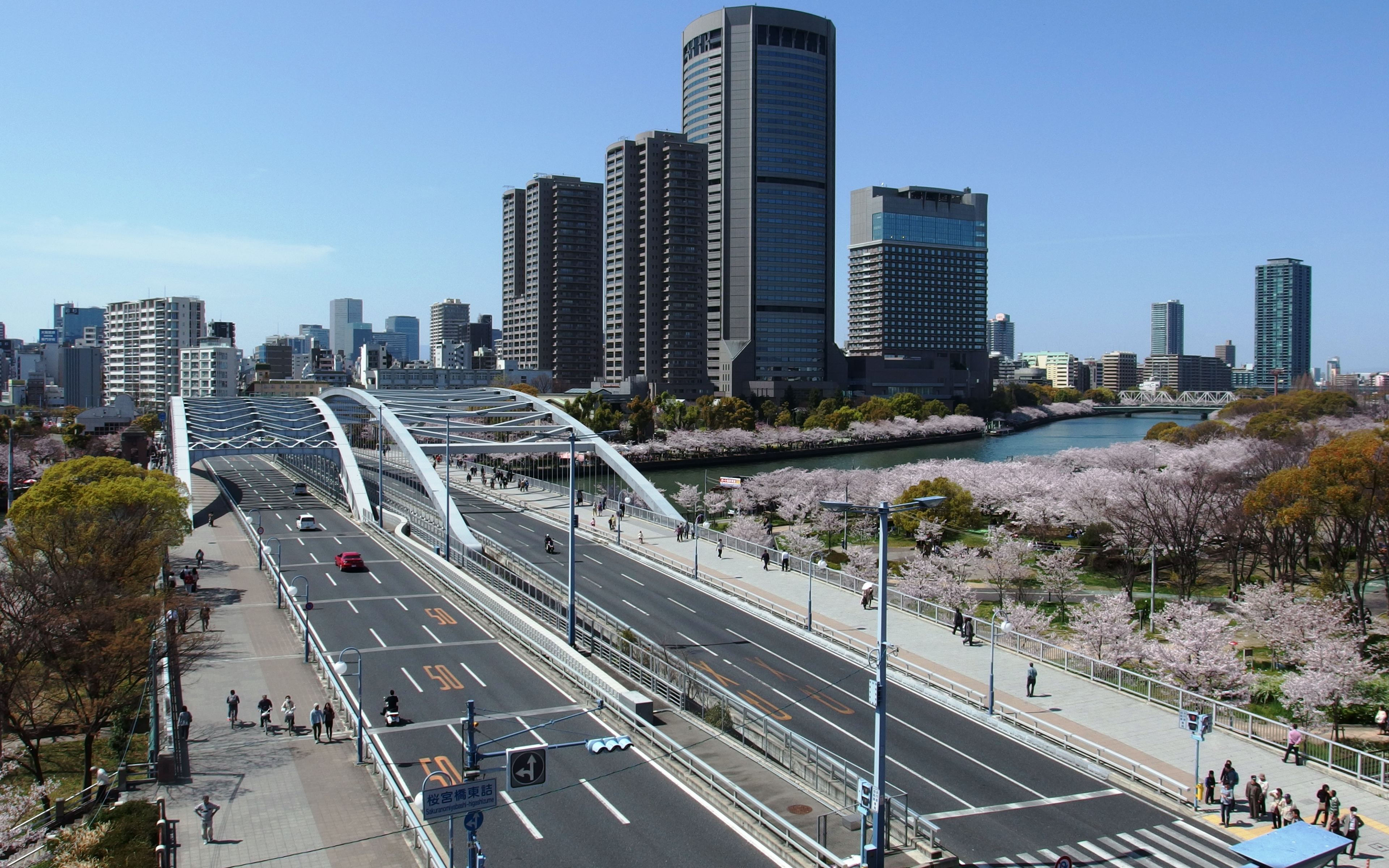
桜宮橋
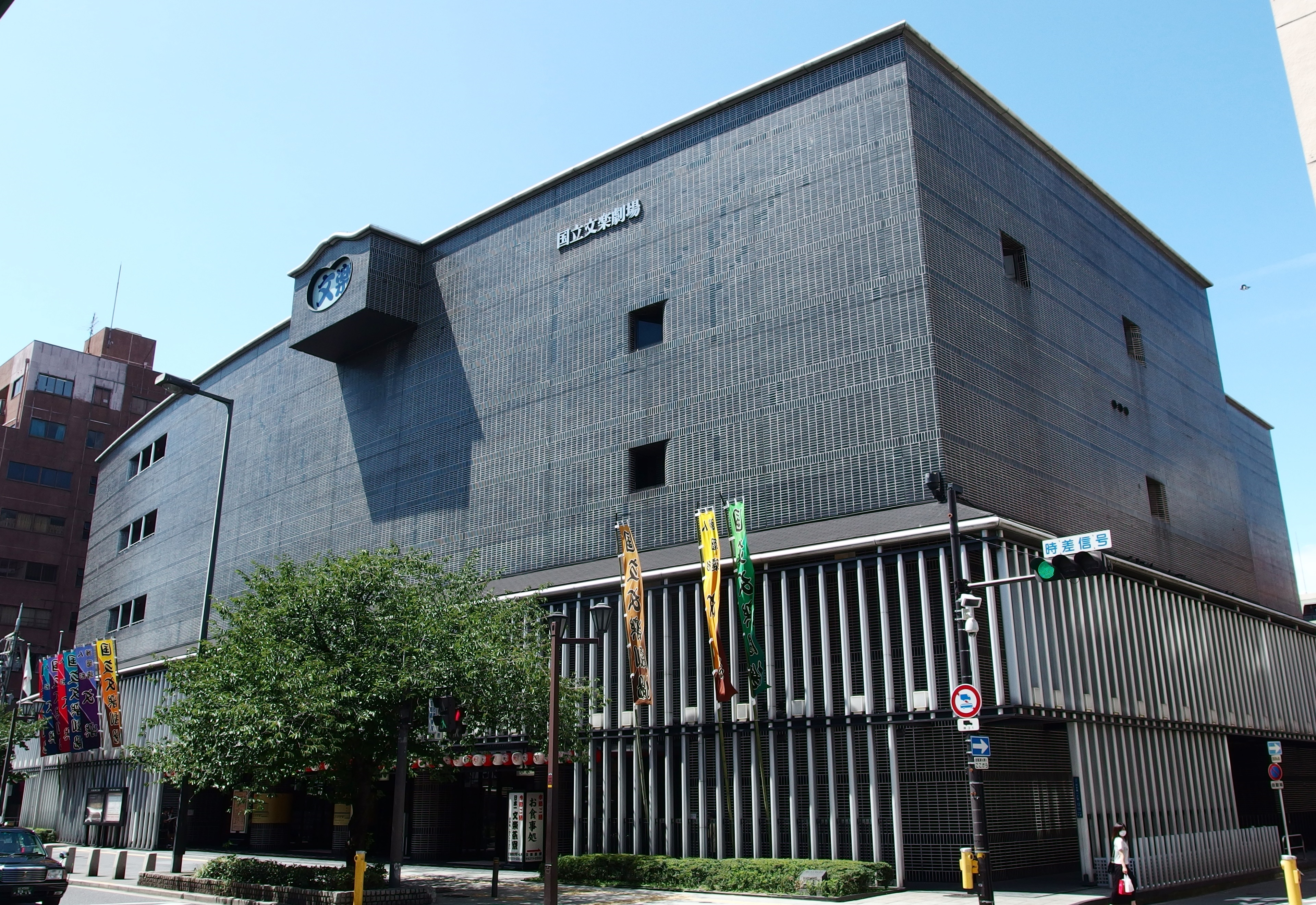
国立文楽劇場
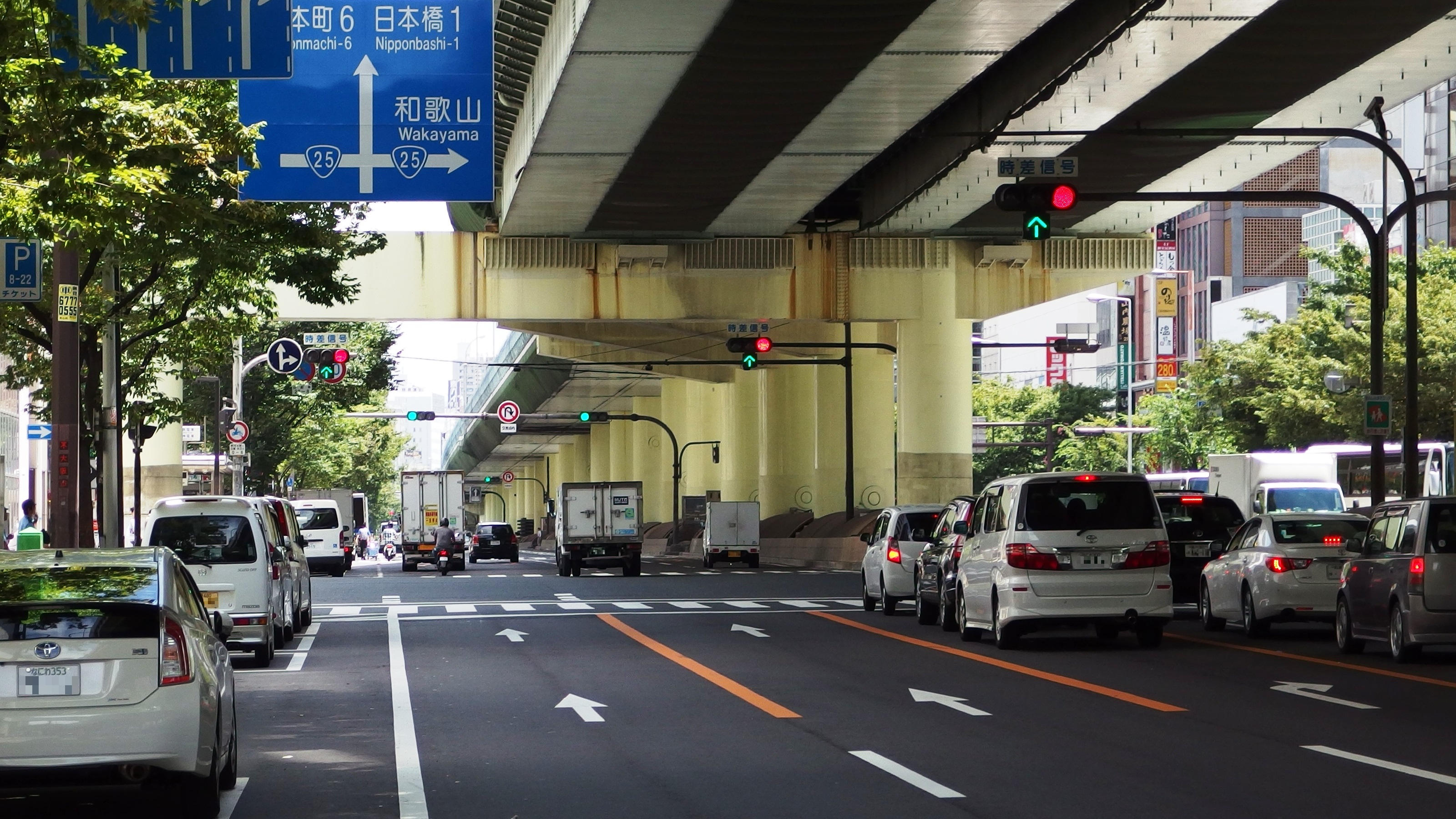
難波交差点
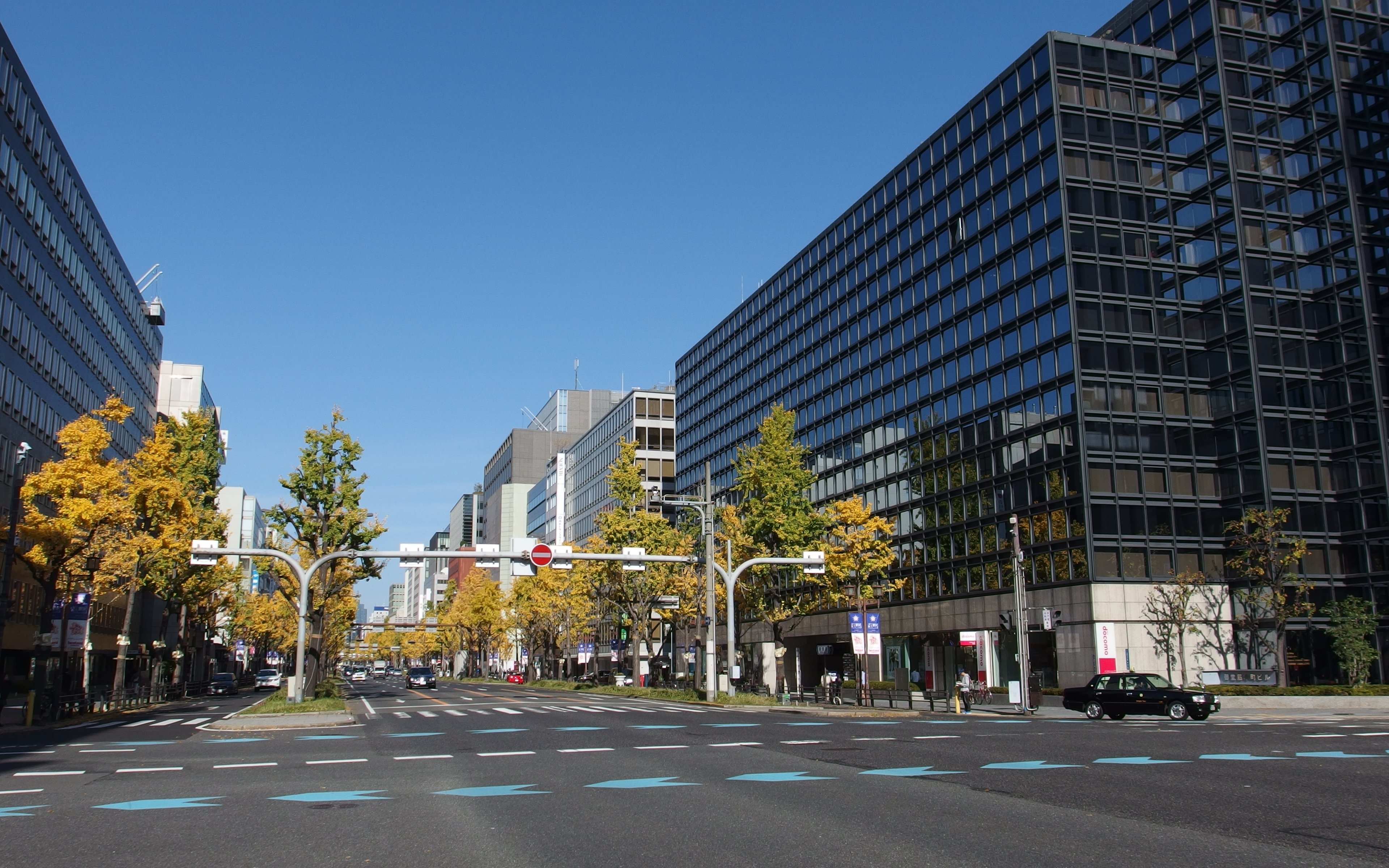
御堂筋
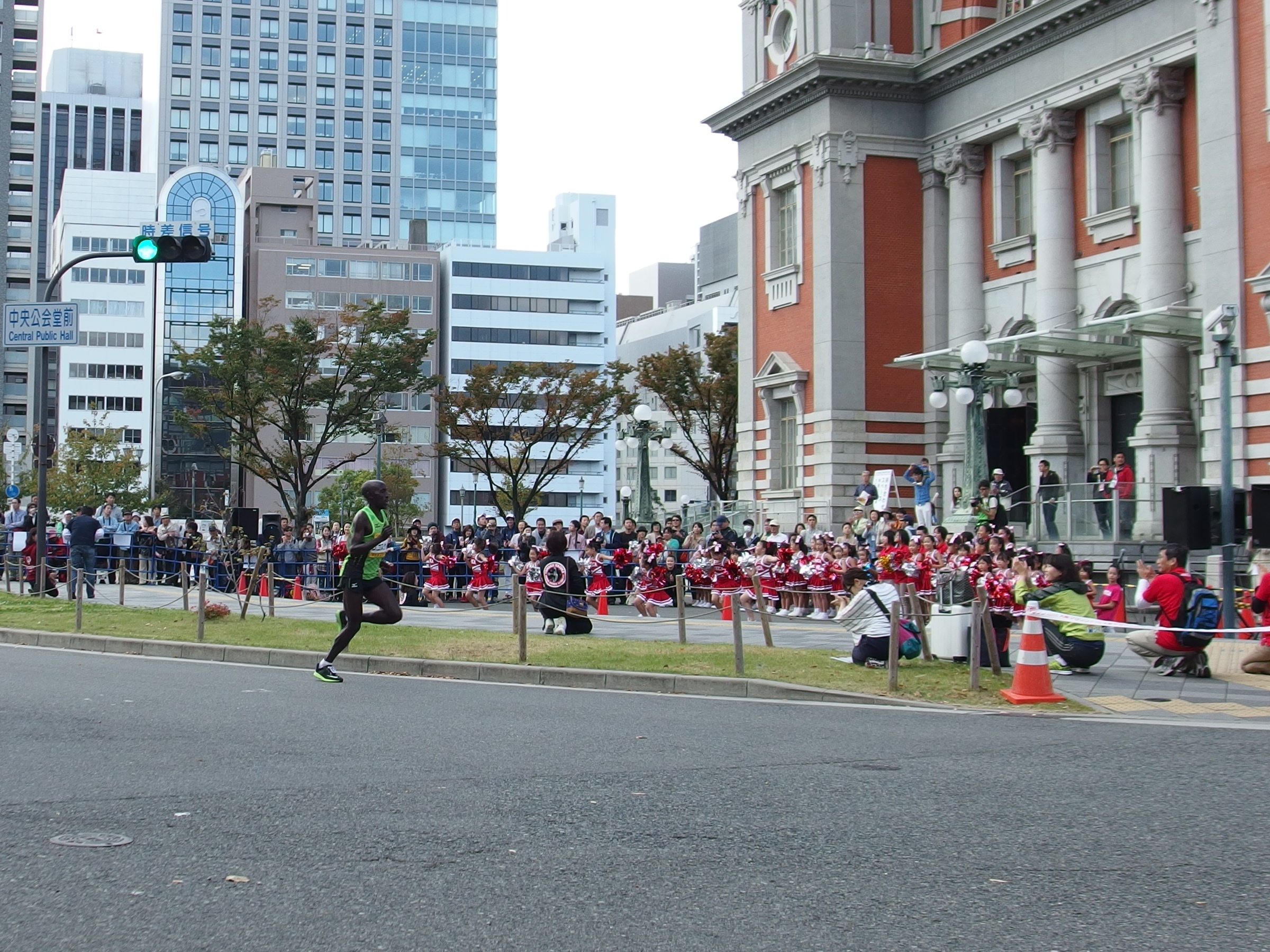
中央公会堂前 （2015年大会）
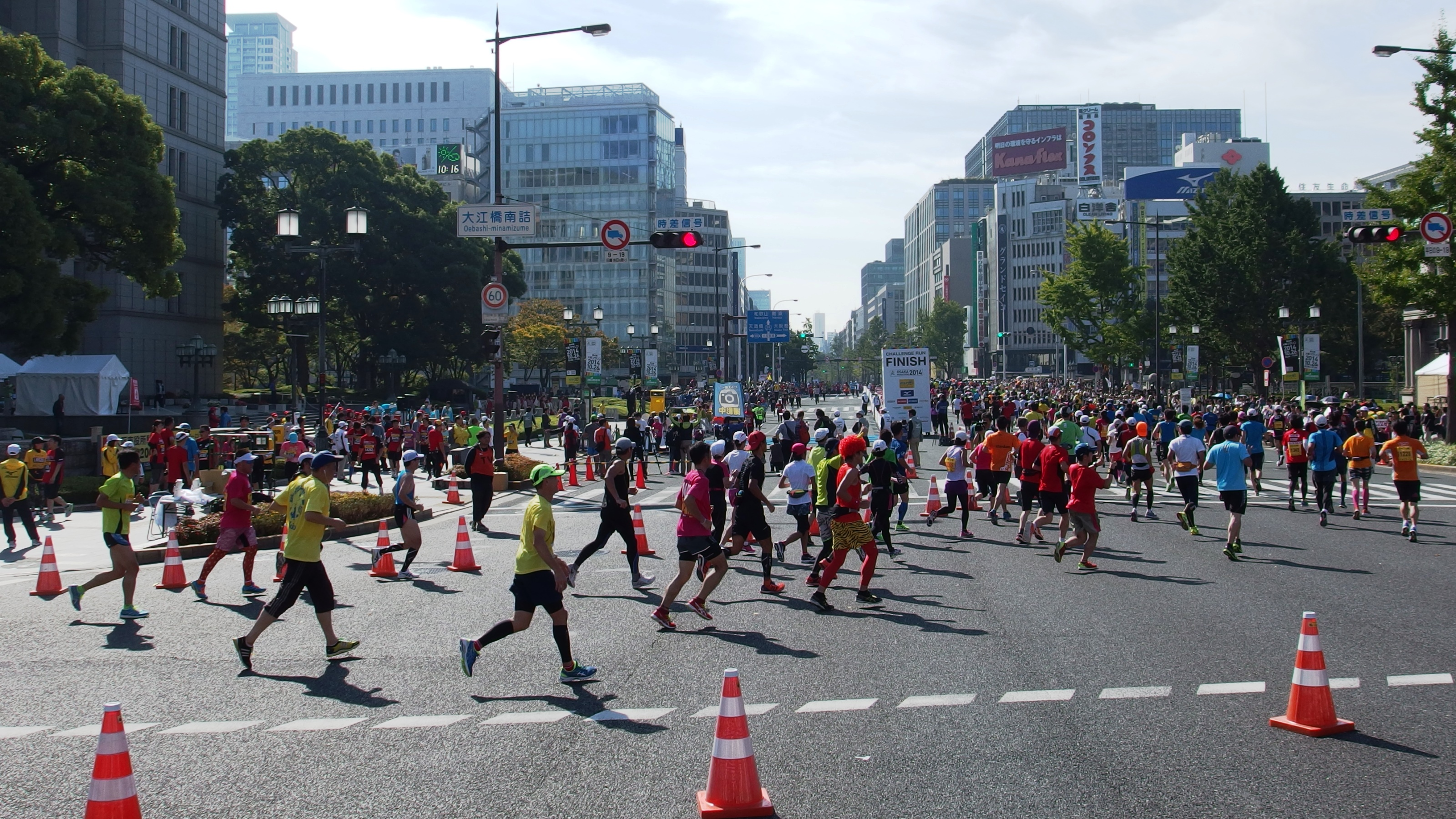
大阪市役所前 （2014年大会）
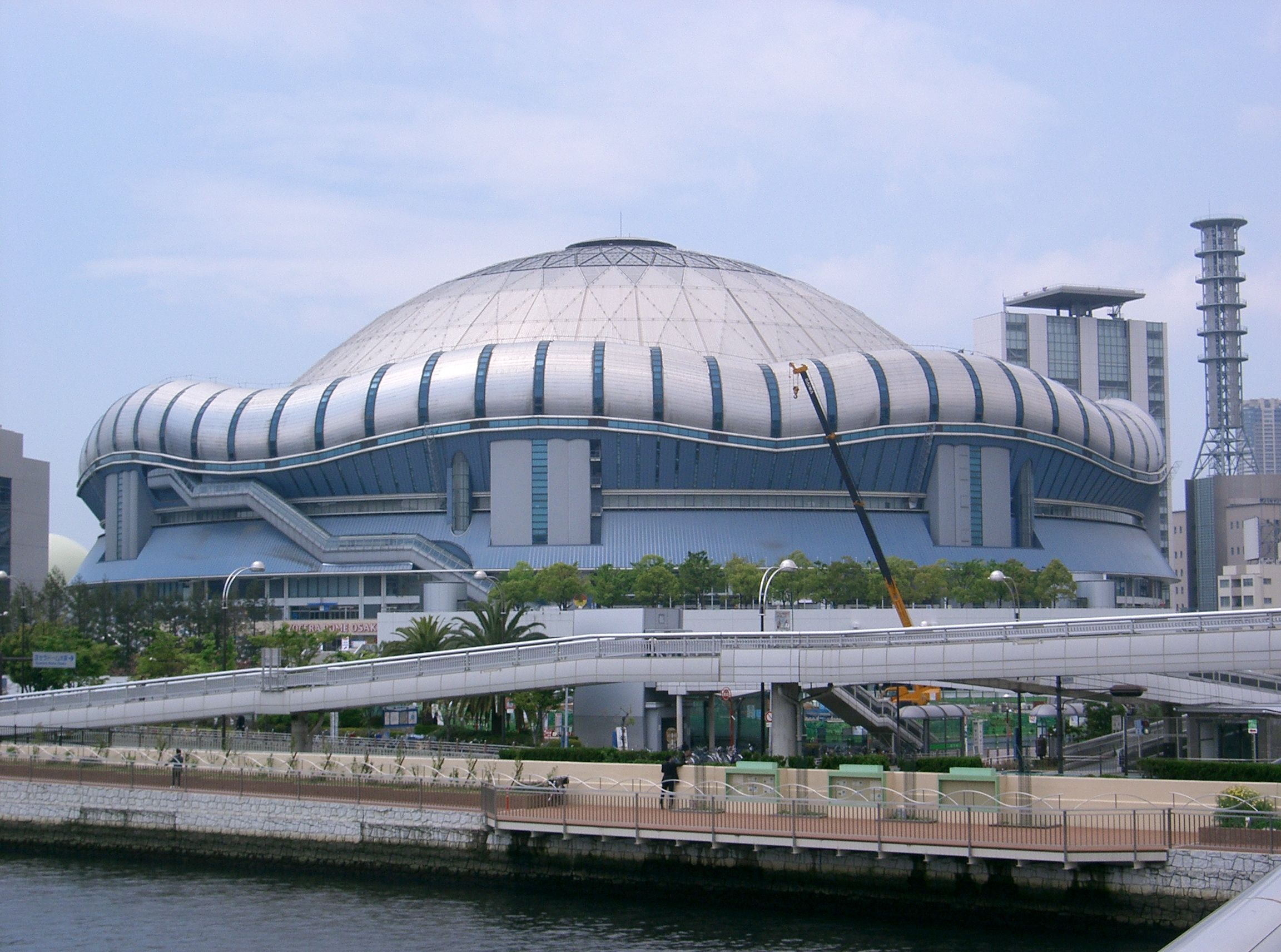
京セラドーム大阪
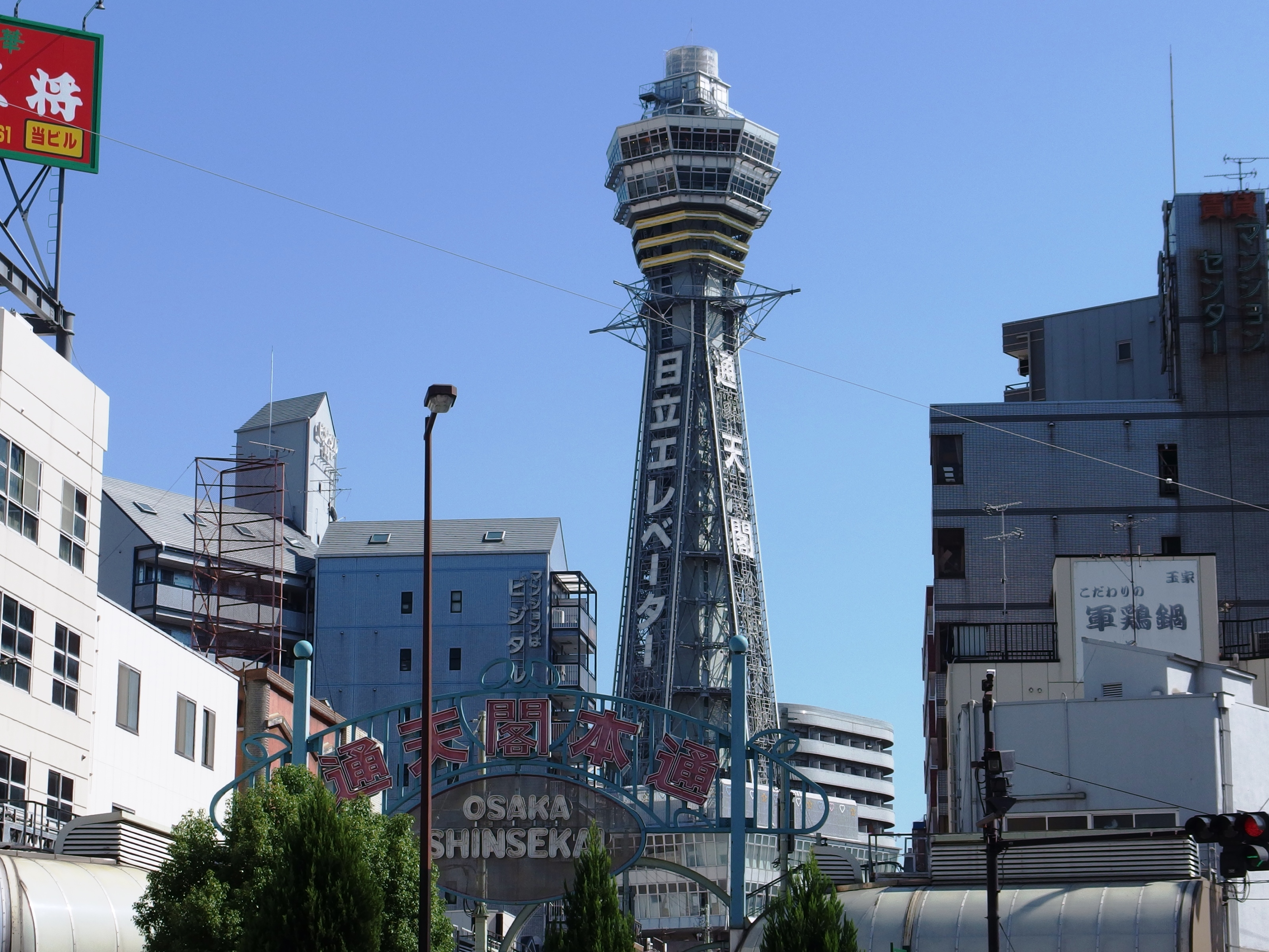
通天閣
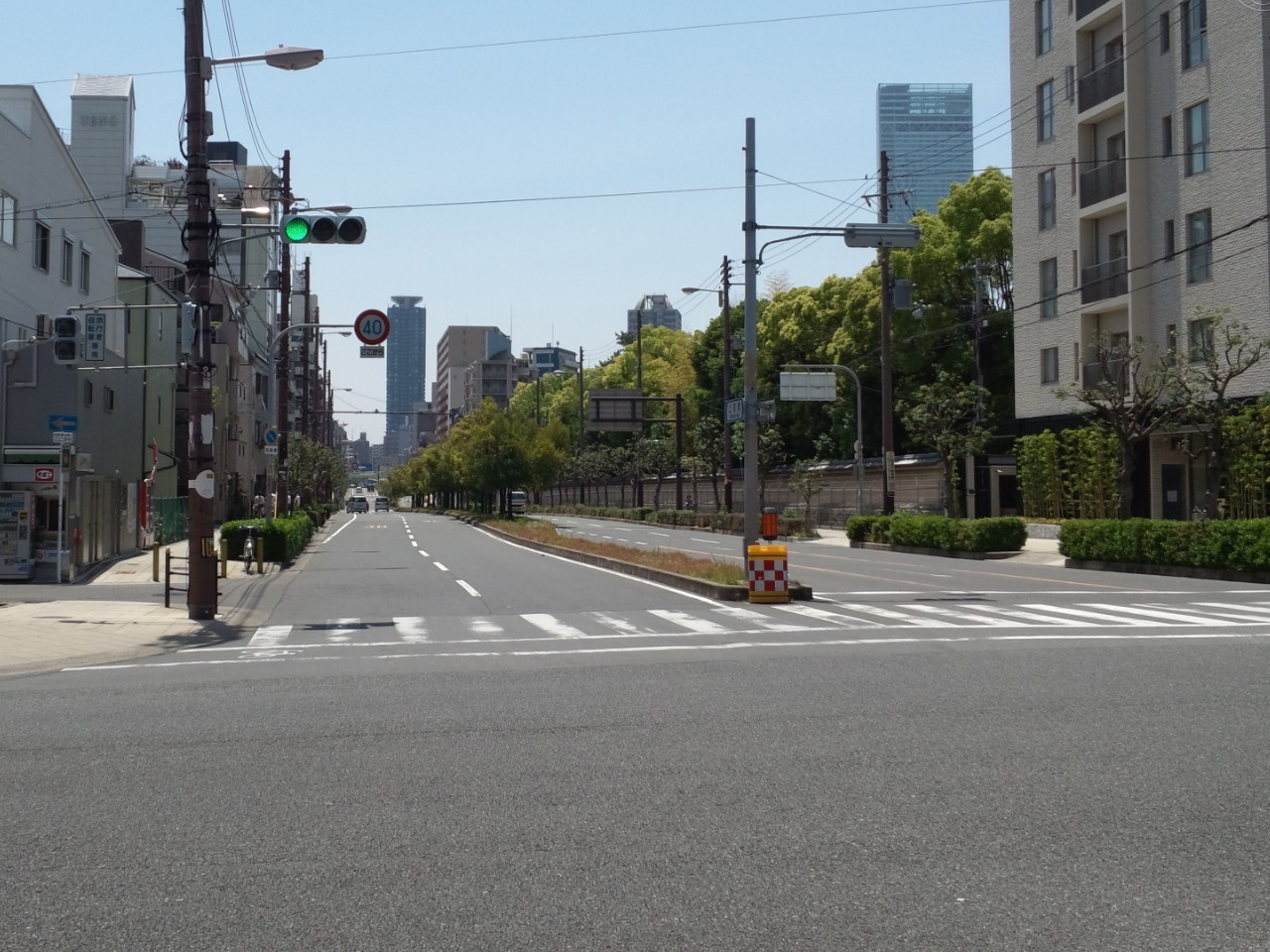
五條宮前交差点から望むあべのハルカス
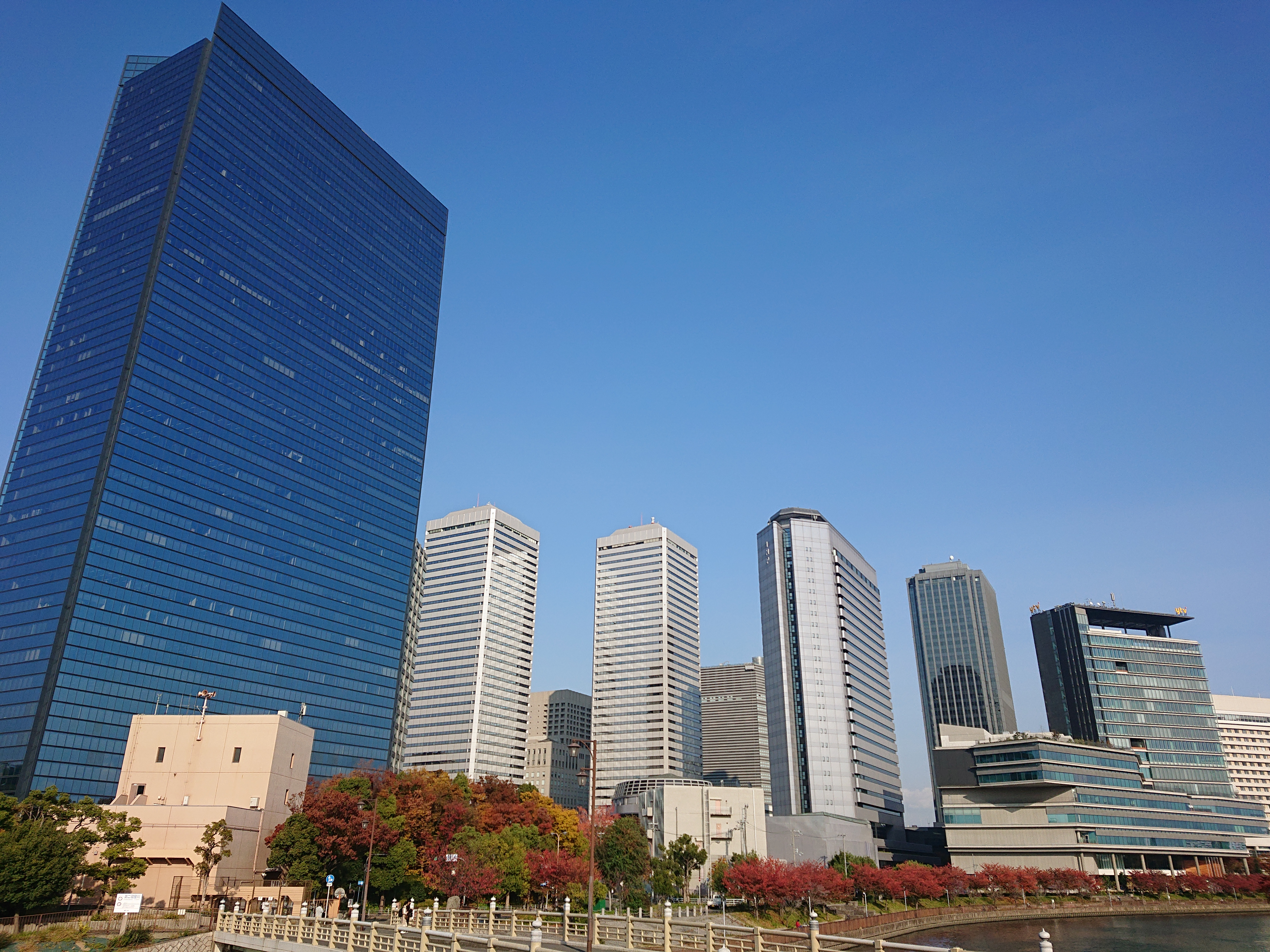
大阪ビジネスパーク

## 優勝者
-数字- は優勝回数、      は（当時の）大会記録。
|    | 開催日         | 男子選手                     | 記録          | 女子選手                             | 記録          |
| -- | -------------- | ---------------------------- | ------------- | ------------------------------------ | ------------- |
| 1  | 2011年10月30日 | エリジャ・サング (KEN)       | 2時間12分43秒 | リディア・シモン (ROU)               | 2時間32分48秒 |
| 2  | 2012年11月25日 | セルオド・バトオチル (MNG)   | 2時間11分54秒 | リディア・シモン (ROU) -2-           | 2時間33分14秒 |
| 3  | 2013年10月27日 | ジャクソン・リモ (KEN)       | 2時間12分06秒 | モニカ・ジェプコエチ (KEN)           | 2時間39分23秒 |
| 4  | 2014年10月26日 | ジャクソン・リモ (KEN) -2-   | 2時間11分43秒 | マリーナ・ダマンツェビッチ (BLR)     | 2時間33分04秒 |
| 5  | 2015年10月25日 | ダニエル・コスゲイ (KEN)     | 2時間13分46秒 | マリーナ・ダマンツェビッチ (BLR) -2- | 2時間32分28秒 |
| 6  | 2016年10月30日 | ガンドゥ・ベンジャミン (KEN) | 2時間12分47秒 | 坂本喜子 (JPN)                       | 2時間36分02秒 |
| 7  | 2017年11月26日 | カレアブ・ギラガブル (ERI)   | 2時間12分03秒 | 木下裕美子 (JPN)                     | 2時間34分38秒 |
| 8  | 2018年11月25日 | チャールズ・ムネキ (KEN)     | 2時間14分11秒 | サウド・カンブシア (MAR)             | 2時間31分19秒 |
| 9  | 2019年12月1日  | アセファ・テフェラ (ETH)     | 2時間07分47秒 | アベル・メクリア・ゼネベ (ETH)       | 2時間26分29秒 |
| 10 | 2022年2月27日  | 星岳 (JPN)                   | 2時間07分31秒 | 堀江美里 (JPN)                       | 2時間32分10秒 |
| 11 | 2023年2月26日  | ハイレマリアム・キロス (ETH) | 2時間06分01秒 | ヘレントラ・ベケレ (ETH)             | 2時間22分16秒 |
| 12 | 2024年2月25日  | 平林清澄 (JPN)               | 2時間06分18秒 | ワガネシュ・メカシャ (ETH)           | 2時間24分20秒 |
| 13 | 2025年2月24日  | イフニリング・アダン (ETH)   | 2時間05分37秒 | ワガネシュ・メカシャ (ETH) -2-       | 2時間26分33秒 |

|    | 開催日         | 男子選手           | 記録          | 女子選手           | 記録          |
| -- | -------------- | ------------------ | ------------- | ------------------ | ------------- |
| 1  | 2011年10月30日 | 廣道純 (JPN)       | 1時間33分43秒 | 正中かおり (JPN)   | 2時間17分20秒 |
| 2  | 2012年11月25日 | 山本浩之 (JPN)     | 1時間28分16秒 | 土田和歌子 (JPN)   | 1時間53分47秒 |
| 3  | 2013年10月27日 | 花岡伸和 (JPN)     | 1時間35分28秒 | N/A                | N/A           |
| 4  | 2014年10月26日 | 西田宗城 (JPN)     | 1時間29分40秒 | N/A                | N/A           |
| 5  | 2015年10月25日 | 西田宗城 (JPN) -2- | 1時間27分04秒 | N/A                | N/A           |
| 6  | 2016年10月30日 | 伊藤尚弘 (JPN)     | 1時間35分02秒 | N/A                | N/A           |
| 7  | 2017年11月26日 | 吉田高志 (JPN)     | 1時間33分02秒 | N/A                | N/A           |
| 8  | 2018年11月25日 | 西田宗城 (JPN) -3- | 1時間27分42秒 | N/A                | N/A           |
| 9  | 2019年12月1日  | 山本浩之 (JPN) -2- | 1時間30分54秒 | N/A                | N/A           |
| 11 | 2023年2月26日  | 河室隆一 (JPN)     | 1時間40分13秒 | ペリー絵美子 (JPN) | 2時間07分57秒 |
| 12 | 2024年2月25日  | 吉田高志 (JPN)     | 1時間50分30秒 | N/A                | N/A           |

## テーマソング
2014年の第4回大会で、大阪で結成された人気デュオ「コブクロ」が制作することが発表された。テーマソングのタイトルは「42.195km」（作詞・作曲：小渕健太郎　編曲：コブクロ）。コブクロとしては初めて関西弁の歌詞となっており、「参加するランナーの方の練習期間に気軽に聴いていただきたい」という小渕の考えで2014年10月1日から10日までの10日間限定でのフリーダウンロードが行われていた。また10月1日から10月25日までの間には大阪市営地下鉄全線、全駅の駅構内と列車内放送で小渕のコメントと共にこの曲が流されていた。大阪市営地下鉄の列車内で音楽が流れるのは、開業以来初めてであった。その後2015年大会でも前年同様に車内で小渕のコメントと共にテーマソングが流れた。
なお、2019年からのコース変更に伴い、2代目のテーマソングとして「大阪SOUL」が制作され、前楽曲「42.195km」と同様に、本楽曲もリリース前には2か月間にわたってフリーダウンロードが行われた。

## テレビ・ラジオ中継
2019年までは、大会の後援社である毎日放送と読売テレビが午前と午後に分担し関西ローカルで放送が行われた。また、大会の特別協賛社であるケイ・オプティコム（現：オプテージ）が運営するeo光テレビのコミュニティチャンネルにおいて7時間半の生中継が行われた。
代表選考レースを兼ねることになる2022年大会は、毎日放送と読売テレビに加えてNHKでもテレビ・ラジオ中継を行うことが決まっていたが、市民マラソンの部の中止を受けてNHKのみで中継された。2023年大会以降は、代表選考を兼ねた午前帯をNHKが全国放送で、市民マラソンが中心の午後帯を読売テレビ→毎日放送による関西ローカルでのリレー中継の形態となっている。